# مدة (لسانيات)
الوحدة الزمنية أو  فونيم المَدَّة أو الكُرُونِيم (بالإنجليزية: Chroneme)‏ هي وحدة نظرية تتميز بها الكلمات حسب طول حروفها المصمتة أو حركاتها.